# 217
217 је била проста година.

## Догађаји
- 8. април — Римски цар Каракала је убијен од стране својих легионара крај Едесе. Марко Опелин Макрин, командант преторијанске гарде, себе проглашава римским царом.
- Римски Колосеум је тешко оштећен у пожару изазваном муњом; уништене су горње дрвене трибине амфитеатра.
- Битка код Нисибиса.
- Царица Јулија, супруга Септимија Севера и мајка Каракале и Гете, врши самоубиство.

## Смрти
- 8. април — Каракала, римски цар (р. 188)
- 20. децембар — Зефирин, римски папа
- Јулија Домна, римска царица (р. 160)